# Ludwig I. (Baden)

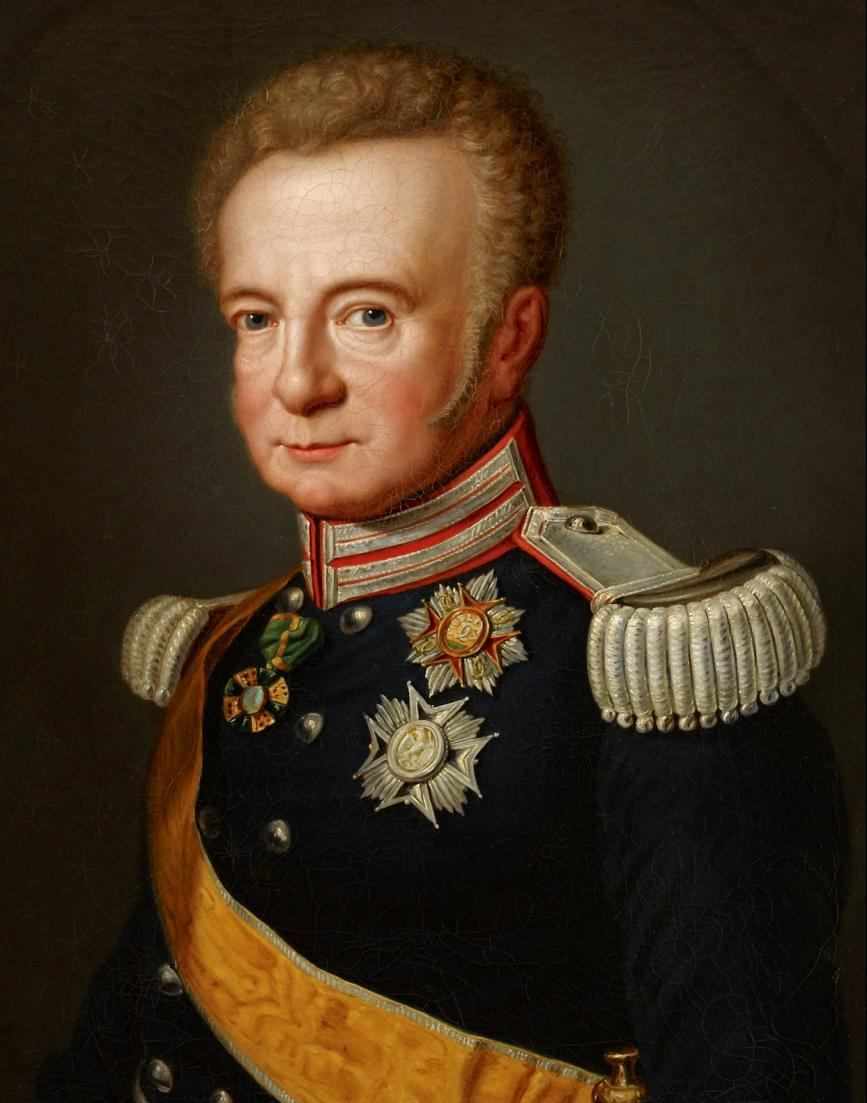
Großherzog Ludwig I. von Baden

Ludwig I. von Baden (* 9. Februar 1763 in Karlsruhe; † 30. März 1830 ebenda) war vom 8. Dezember 1818 bis zum Tode Großherzog von Baden.

## Frühe Jahre
Ludwig war der dritte Sohn von Großherzog Karl Friedrich von Baden und Karoline Luise von Hessen-Darmstadt. Da nicht absehbar war, dass er einmal regierendes Oberhaupt seines Vaterlandes werden würde, schien eine militärische Ausbildung für ihn sinnvoll. 1787 bat der junge Ludwig Friedrich Wilhelm II. von Preußen um die Aufnahme in dessen Dienste. Bereits im September war er mit dem Dienstgrad eines Obersts Kommandeur des Grenadier-Gardebataillon Nr. 6 der Preußischen Armee.
Seine erste Bewährungsprobe auf dem Felde bekam Ludwig im Ersten Koalitionskrieg. Aufgrund seiner Tapferkeit im Gefecht bei Hochheim wurde er am 6. Januar zum Ritter des Schwarzen Adlerordens geschlagen und am 17. Januar 1793 zum Generalmajor befördert. Am 23. Februar 1793 erhielt er von König Friedrich Wilhelm II. als Chef das Infanterieregiment „Jung Bornstedt“.
Am 16. Februar 1795 dimittierte er und kehrte nach Baden zurück. Nachdem der Erbprinz Karl Ludwig im Dezember 1801 bei einem Unglück zu Tode gekommen war, zog Markgraf Karl Friedrich seinen Sohn Ludwig für verschiedene Aufgaben heran. So schickte er Ludwig 1802 in diplomatischer Mission zunächst an den Zarenhof in Moskau und darauf nach Paris, um dort mit Napoleon Bonaparte zu verhandeln. Ludwig nahm auch 1804 am von Napoleon initiierten Fürstenkongress in Mainz (damals Teil Frankreichs) teil und im Dezember des gleichen Jahres, zusammen mit dem Erbprinzen Karl, an der Kaiserkrönung Napoleons.
In der für Baden schwierigen Umbruchszeit wurde er auch direkt in die Regierungsgeschäfte eingebunden: 1803 wurde er Kriegsminister, 1804 übernahm er die Verantwortung für die Finanz- und Forstverwaltung des jungen Großherzogtums. Baden war in dieser Zeit Bündnispartner des napoleonischen Frankreich.

### Verhältnis zu Napoleon
Ludwig wurde zunächst von Napoleon und der französischen Regierung geschätzt wie auch selber vielfach als Freund der französischen Politik eingestuft und zuletzt Ende 1805 / Anfang 1806 als Vermittler französischerseits für die von Napoleon geplante Ehe von Kurprinz Karl mit Napoleons Adoptivtochter Stéphanie eingebunden. Doch schon beim nachfolgenden Besuch Napoleons im Januar 1806 in Karlsruhe stellte dieser überraschenderweise kritische Fragen an Ludwig zum Zustand der Staatsfinanzen und Wälder in der zukünftigen badischen Heimat seiner Adoptivtochter, im Mai 1806 veranlasste Napoléon den Rücktritt Ludwigs von seiner Finanz- und Forstverantwortung. Anfang 1808 legte Ludwig nach scharfer Kritik durch Napoléon die Verantwortung für das badische Militär nieder und wurde schließlich 1810 auf Druck Napoléons nach Schloss Salem verbannt. Er durfte erst 1812, nach dem Tode seines Vaters, Karlsruhe betreten.

## Regierungszeit

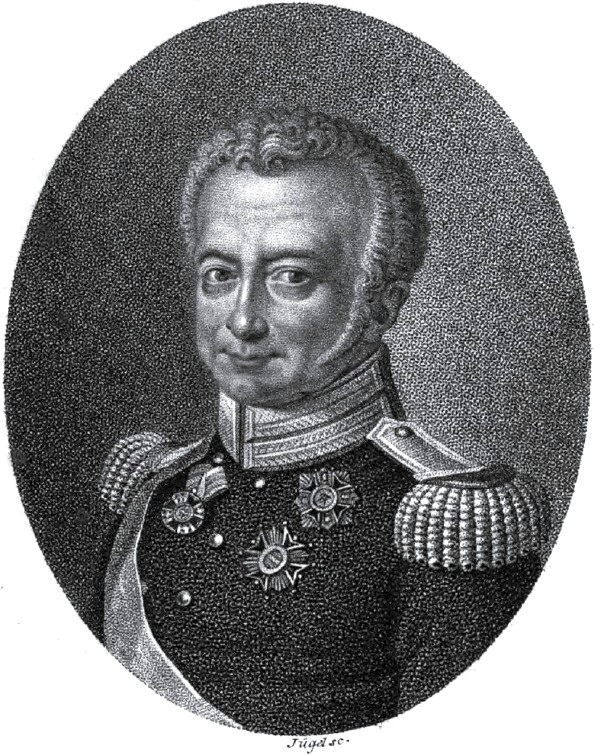
Großherzog Ludwig von Baden

Nach dem Tod seines Neffen, Großherzog Karl, bestieg Ludwig 1818 den badischen Thron. Im Gegensatz zu seinem angeblich ausschweifenden Lebenswandel in den frühen Jahren war er während seiner Regierungszeit bezüglich der Hofhaltung ausgesprochen sparsam. Ludwig, der sich als Militär verstand, erhöhte zwar den Militärhaushalt über den tatsächlichen Bedarf hinaus, förderte jedoch auch die Entwicklung des Landes. König Friedrich Wilhelm III. ernannte Ludwig am 29. Januar 1819 zum General der Infanterie sowie zum Chef des 4. Infanterie-Regiments (3. Ostpreußisches).

### Universitäten
So hat er neben der ehrwürdigen Universität Heidelberg, die dem Großherzogtum mit der Kurpfalz 1803 zugefallen war, auch die Universität Freiburg erhalten, die vor 1805 zu Vorderösterreich gehörte. Für Baden, das als Markgrafschaft überhaupt keine Universität hatte, wäre eine ausreichend gewesen. Die Albert-Ludwigs-Universität Freiburg trägt bis heute seinen Namen.
1825 legte er zudem die von Friedrich Weinbrenner gegründete Architektenschule mit der von Johann Gottfried Tulla gegründeten Ingenieurschule, beide in Karlsruhe, zusammen. Die Polytechnische Hochschule ist direkte Vorgängerinstitution der Universität Karlsruhe (heute KIT). Ludwig schrieb in der Gründungsurkunde: „die Studenten sollen ihre Kenntnisse nicht bloß zu ihrer wissenschaftlichen Ausbildung aneignen, sondern diese Wissenschaften zum künftigen Gebrauch in dem Leben und für das Leben studieren, sei es nun zur Baukunst oder zum Wasser- und Straßenbau oder zum Bergbau und zur Forstkunde …“. Neben Latein und Altgriechisch wurde vor allem Französisch, die Sprache der Nachbarn, als Studienfach am Polytechnikum gelehrt. Karlsruhe ist damit eine der ältesten technischen Hochschulen Deutschlands.

### Kirchen
Bleibend ist auch die Kirchenpolitik Ludwigs. So hat er wesentlich darauf hingewirkt, dass der Vatikan den Zuschnitt der Diözesen nach der Napoleonischen Flurbereinigung neu ordnete. Das uralte Bistum Konstanz wurde aufgelöst zugunsten von Diözesen, die sich an den neuen Herrschaftsgrenzen orientierten. So wurde Freiburg Sitz eines Bistums für Baden und die Hohenzollernschen Lande, Rottenburg für Württemberg. Durch Ludwigs Diplomatie wurde Freiburg auch der Sitz des Erzbistums für die Oberrheinische Kirchenprovinz zugesprochen, dem die Suffraganbistümer Fulda, Mainz, Limburg und Rottenburg zugeordnet wurden.
Da die frühere Markgrafschaft Baden und damit auch das Haus Baden lutherisch war, die rechtsrheinischen Kurpfalzen aber reformiert, wurde in Ludwigs Auftrag mit wesentlicher Beteiligung von Johann Peter Hebel eine Generalsynode der beiden Kirchen in die Karlsruher Stadtkirche geladen, wo 44 Delegierte am 26. Juli 1821 die Vereinigung der beiden Bekenntnisse zur Badischen Landeskirche beschlossen. Ab 1829 wurde auch der erste eigene Kirchenbau der noch jungen evangelischen Gemeinde in Freiburg im Breisgau unter Aufsicht des badischen Baudirektors Heinrich Hübsch errichtet. Dabei wurde die Klosterkirche des säkularisierten Klosters Tennenbach Stein für Stein abgetragen und in Freiburg als Ludwigskirche wieder aufgebaut. Ihren Namen erhielt die Kirche nach Großherzog Ludwig.

### Innenpolitik
Im Inneren vertrat Ludwig eine autokratische Politik. Die liberale badische Verfassung gab dem Landtag vergleichsweise große Vollmachten. Da Ludwig die Verfassung wenig schätzte, versuchte er mehrfach, die Rechte des Landtags auszuhebeln, indem er diesen nur selten einberief, oder Beamte, die gleichzeitig Mitglieder des Landtags waren, an ihren Aufgaben zu hindern.

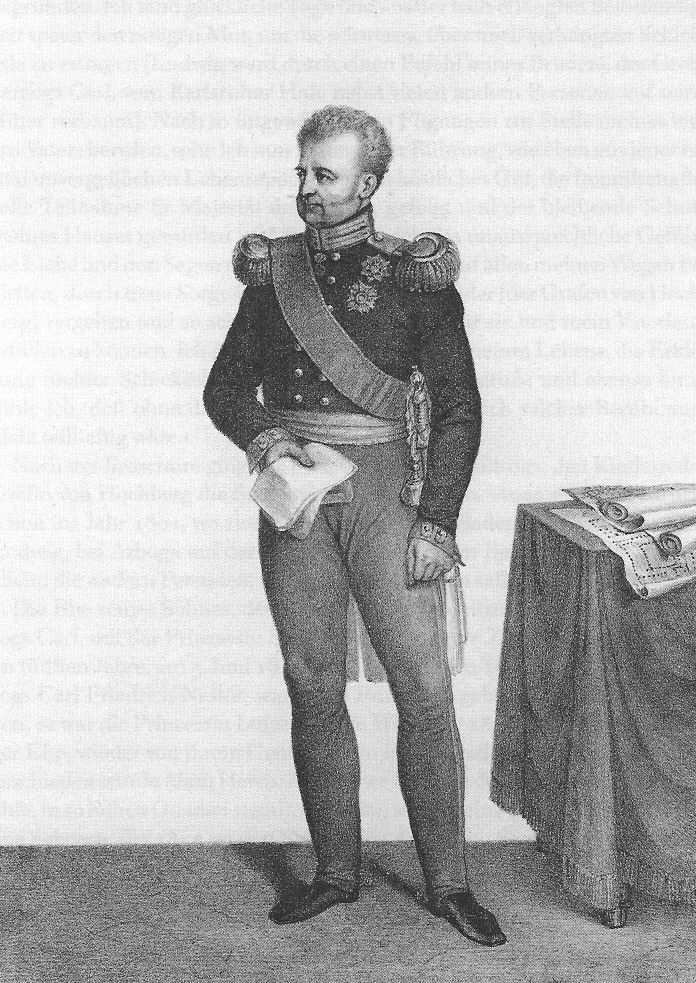
Großherzog Ludwig I. von Baden
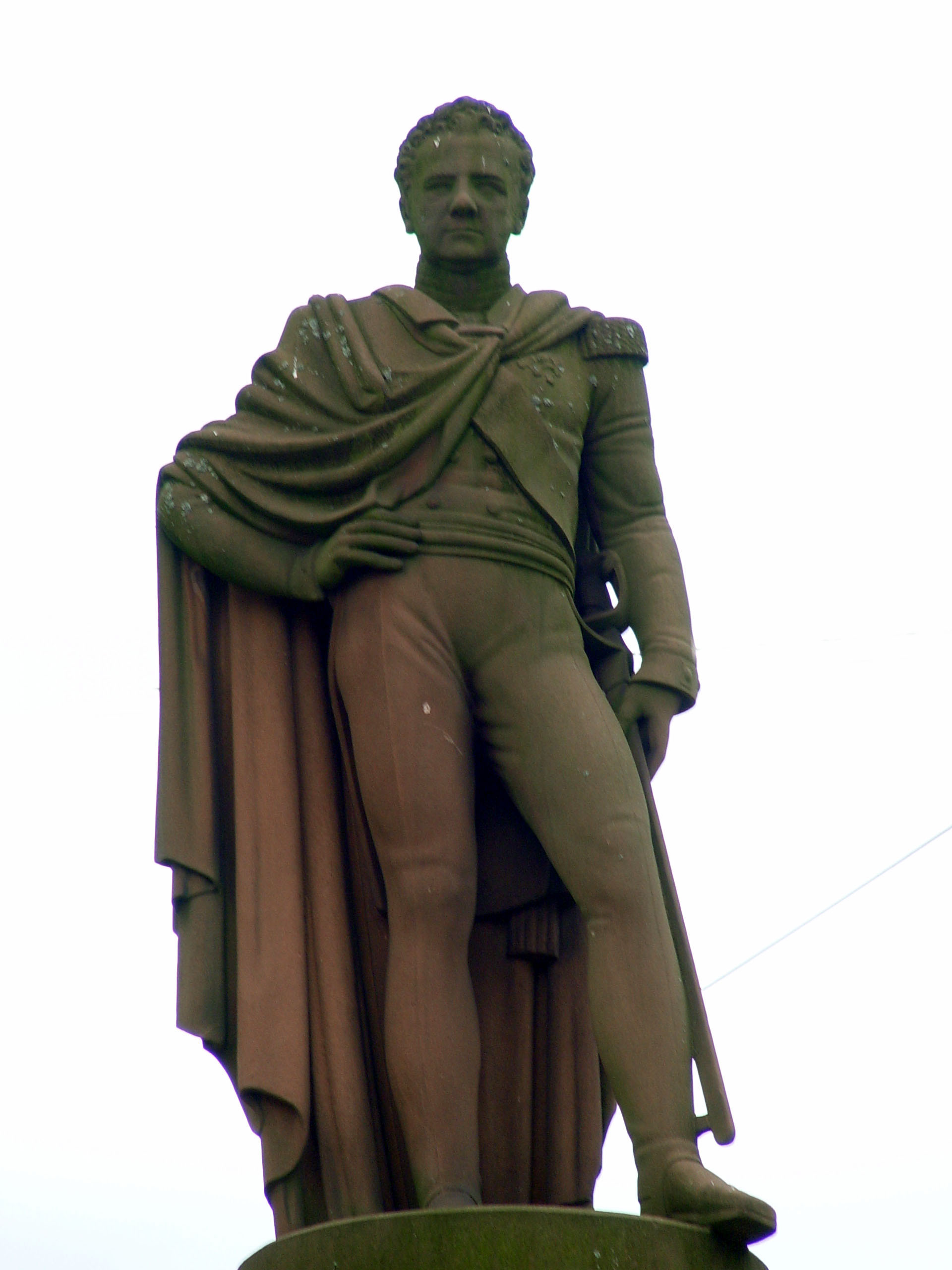
Standbild Ludwigs auf einem Brunnen in Karlsruhe

Mit dem Tode Ludwigs durch einen Schlaganfall waren die ebenbürtigen Nachkommen des Hauses Baden aus der ersten Ehe des Großherzogs Karl Friedrich im Mannesstamm ausgestorben. Die Regentschaft wechselte daher gemäß einer 1818 auf dem Aachener Kongress festgelegten Regelung auf die Nachkommen aus der morganatischen Zweitehe von Großherzog Karl Friedrich mit der wesentlich jüngeren Hofdame Luise Karoline Geyer von Geyersberg. Sie war auf Karl Friedrichs persönlichen Wunsch 1796 von Kaiser Franz II. zur Reichsgräfin von Hochberg erhoben und für erbberechtigt erklärt worden. Dennoch geschah es, noch zu Lebzeiten Ludwigs, dass zu den zahllosen Mutmaßungen um die scheinbar adlige Abstammung des rätselhaften Kaspar Hauser auch die Vermutung hinzukam, Hauser sei in Wirklichkeit neben Ludwig der letzte noch lebende badische Erbprinz der alten Zähringerlinie. Die vermeintliche Ermordung Hausers 1833 verfestigte das Gerücht, das in der Folge immer weiter elaboriert wurde.

## Vorfahren
|  |                                                            |  |  |  |  |  |  |  |  |  |  |  |  |
|  | Karl III. Wilhelm von Baden-Durlach (1679–1738)            |  |  |  |  |  |  |  |  |  |  |  |  |
|  |                                                            |  |  |  |  |  |  |  |  |  |  |  |  |
|  |                                                            |  |  |  |  |  |  |  |  |  |  |  |  |
|  | Friedrich Erbprinz von Baden (1703–1732)                   |  |  |  |  |  |  |  |  |  |  |  |  |
|  |                                                            |  |  |  |  |  |  |  |  |  |  |  |  |
|  |                                                            |  |  |  |  |  |  |  |  |  |  |  |  |
|  | Magdalena Wilhelmine von Württemberg (1677–1742)           |  |  |  |  |  |  |  |  |  |  |  |  |
|  |                                                            |  |  |  |  |  |  |  |  |  |  |  |  |
|  |                                                            |  |  |  |  |  |  |  |  |  |  |  |  |
|  | Karl Friedrich Großherzog von Baden (1728–1811)            |  |  |  |  |  |  |  |  |  |  |  |  |
|  |                                                            |  |  |  |  |  |  |  |  |  |  |  |  |
|  |                                                            |  |  |  |  |  |  |  |  |  |  |  |  |
|  | Johann Wilhelm Friso von Nassau-Dietz (1687–1711)          |  |  |  |  |  |  |  |  |  |  |  |  |
|  |                                                            |  |  |  |  |  |  |  |  |  |  |  |  |
|  |                                                            |  |  |  |  |  |  |  |  |  |  |  |  |
|  | Anna Charlotte Amalie von Nassau-Dietz-Oranien (1710–1777) |  |  |  |  |  |  |  |  |  |  |  |  |
|  |                                                            |  |  |  |  |  |  |  |  |  |  |  |  |
|  |                                                            |  |  |  |  |  |  |  |  |  |  |  |  |
|  | Marie Luise von Hessen-Kassel (1688–1765)                  |  |  |  |  |  |  |  |  |  |  |  |  |
|  |                                                            |  |  |  |  |  |  |  |  |  |  |  |  |
|  |                                                            |  |  |  |  |  |  |  |  |  |  |  |  |
|  | Ludwig I. Großherzog von Baden                             |  |  |  |  |  |  |  |  |  |  |  |  |
|  |                                                            |  |  |  |  |  |  |  |  |  |  |  |  |
|  |                                                            |  |  |  |  |  |  |  |  |  |  |  |  |
|  | Ernst Ludwig Landgraf von Hessen-Darmstadt, (1667–1739)    |  |  |  |  |  |  |  |  |  |  |  |  |
|  |                                                            |  |  |  |  |  |  |  |  |  |  |  |  |
|  |                                                            |  |  |  |  |  |  |  |  |  |  |  |  |
|  | Ludwig VIII. Landgraf von Hessen-Darmstadt (1691–1768)     |  |  |  |  |  |  |  |  |  |  |  |  |
|  |                                                            |  |  |  |  |  |  |  |  |  |  |  |  |
|  |                                                            |  |  |  |  |  |  |  |  |  |  |  |  |
|  | Dorothea Charlotte von Brandenburg-Ansbach (1661–1705)     |  |  |  |  |  |  |  |  |  |  |  |  |
|  |                                                            |  |  |  |  |  |  |  |  |  |  |  |  |
|  |                                                            |  |  |  |  |  |  |  |  |  |  |  |  |
|  | Karoline Luise von Hessen-Darmstadt (1723–1783)            |  |  |  |  |  |  |  |  |  |  |  |  |
|  |                                                            |  |  |  |  |  |  |  |  |  |  |  |  |
|  |                                                            |  |  |  |  |  |  |  |  |  |  |  |  |
|  | Johann Reinhard III. von Hanau (1665–1736)                 |  |  |  |  |  |  |  |  |  |  |  |  |
|  |                                                            |  |  |  |  |  |  |  |  |  |  |  |  |
|  |                                                            |  |  |  |  |  |  |  |  |  |  |  |  |
|  | Charlotte von Hanau-Lichtenberg (1700–1726)                |  |  |  |  |  |  |  |  |  |  |  |  |
|  |                                                            |  |  |  |  |  |  |  |  |  |  |  |  |
|  |                                                            |  |  |  |  |  |  |  |  |  |  |  |  |
|  | Dorothea Friederike von Brandenburg-Ansbach (1676–1731)    |  |  |  |  |  |  |  |  |  |  |  |  |
|  |                                                            |  |  |  |  |  |  |  |  |  |  |  |  |
|  |                                                            |  |  |  |  |  |  |  |  |  |  |  |  |

### Nachkommen

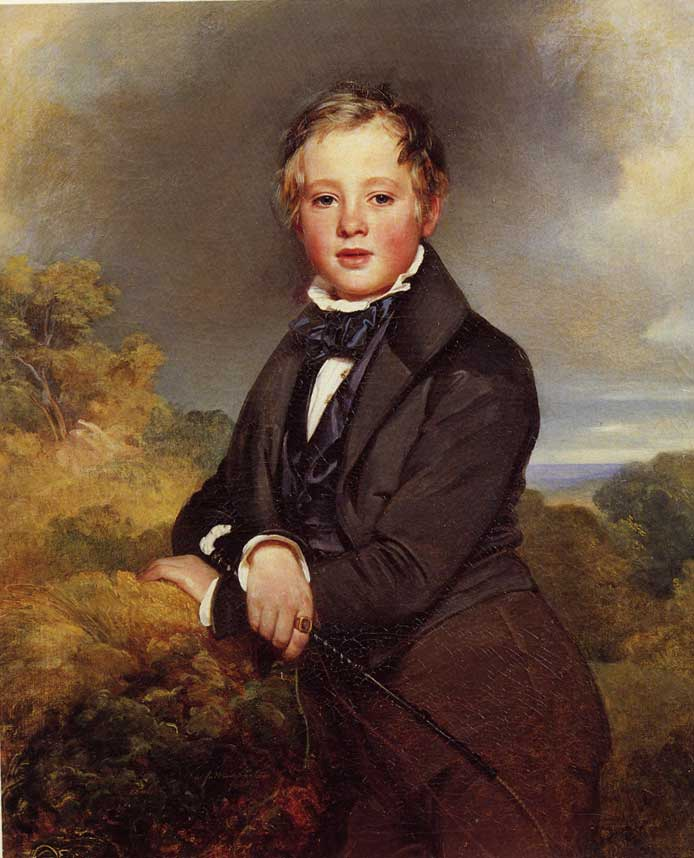
Ludwig Graf von Langenstein – 1834; Ölgemälde des badischen Hofmalers Franz Xaver Winterhalter

Ludwig hatte mehrere Nachkommen, die jedoch nicht für die Erbfolge in Frage kamen, da die jeweiligen Kindsmütter nicht standesgemäß waren:
- Ludwig Wilhelm von Steinberg (1797–1871)[9]; über die Mutter gibt es keine Angaben

Mit Katharina Werner (1799–1850) hatte Ludwig I. folgende Nachkommen, siehe dazu Langenstein (badisches Adelsgeschlecht):
- Luise Werner (1817–1821)
- Ludwig Wilhelm August, Graf von Langenstein und Gondelsheim (1820–1872); er blieb kinderlos
- Louise, Gräfin von Langenstein und Gondelsheim (1825–1900). Sie heiratete 1848 den schwedischen Adligen Carl Israel, Graf Douglas (1824–1898). Zahlreiche Nachkommen dieser Verbindung leben noch heute. Der Wohnsitz der Grafen von Douglas ist Schloss Langenstein im Hegau.